# Burns (Wyoming)
Burns è un centro abitato (town) degli Stati Uniti d'America, situato nella Contea di Laramie nello Stato del Wyoming. Nel censimento del 2000 la popolazione era di 285 abitanti. Appartiene all'area metropolitana di Cheyenne.

## Geografia fisica
Secondo i rilevamenti dell'United States Census Bureau, la località di Burns si estende su una superficie di 7,9 km², tutti occupati da terre.

## Popolazione
Secondo il censimento del 2000, a Burns vivevano 285 persone, ed erano presenti 76 gruppi familiari. La densità di popolazione era di 36,0 ab./km². Nel territorio comunale si trovavano 117 unità edificate. Per quanto riguarda la composizione etnica degli abitanti, il 96,14% era bianco, lo 0,70% era nativo, l'1,75% apparteneva ad altre razze e l'1,40% a due o più. La popolazione di ogni razza ispanica corrispondeva al 2,11% degli abitanti.
Per quanto riguarda la suddivisione della popolazione in fasce d'età, il 30,5% era al di sotto dei 18, il 4,9% fra i 18 e i 24, il 25,6% fra i 25 e i 44, il 24,6% fra i 45 e i 64, mentre infine il 14,4% era al di sopra dei 65 anni di età. L'età media della popolazione era di 37 anni. Per ogni 100 donne residenti vivevano 88,7 uomini.